# Gaap
Pour les articles homonymes, voir GAAP (homonymie).

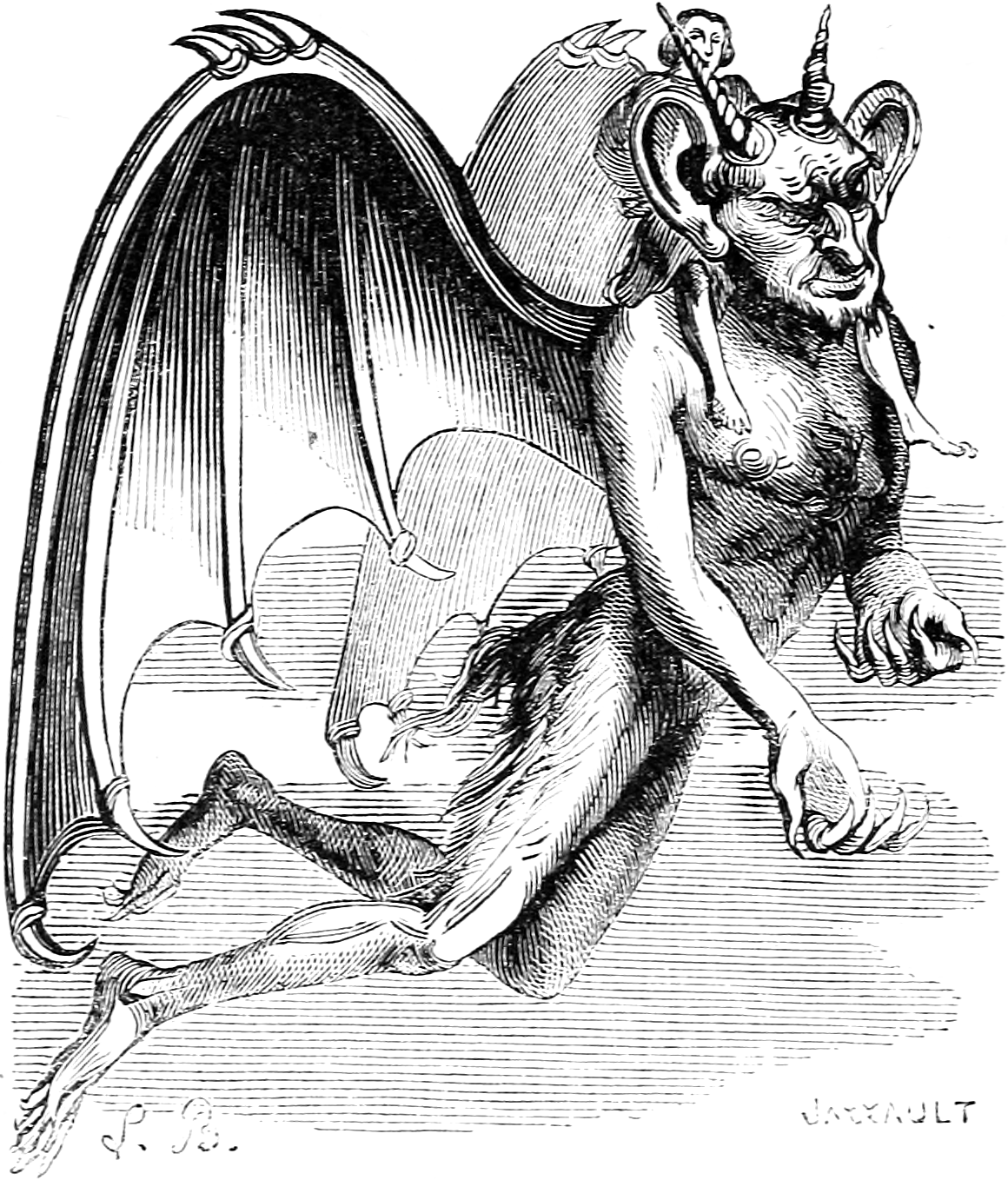
Gaap, d'après le Dictionnaire Infernal de Collin de Plancy (1863).

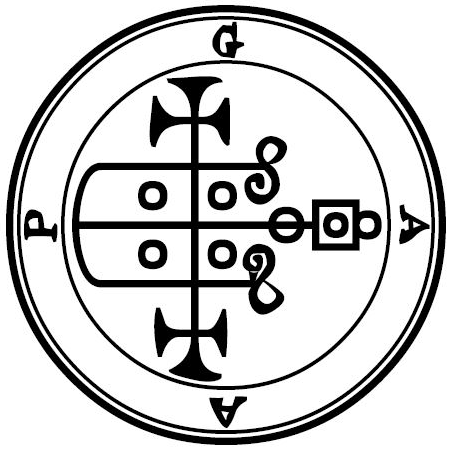
Le sceau de Gaap selon Mathers.

Gaap ou Tap est un démon issu des croyances de la goétie, science occulte de l'invocation d'entités démoniaques.
Le Lemegeton le mentionne en 33e position de sa liste de démons tandis que la Pseudomonarchia daemonum le mentionne en 35e position.
Gaap est prince et président de l'enfer. Il utilise la forme d'un docteur pour apparaître devant les humains. Il peut donner aux femmes un pouvoir de séduction irrésistible, mais qui en contrepartie les rend stériles. Aux hommes, il peut donner la connaissance de la philosophie et des sciences. Il a le pouvoir de déclencher l'amour ou la haine et de rendre insensible. Il commande 66 légions,.

## Dans la culture
Il est présent dans le visual novel Umineko no naku koro ni en tant que serviteur de Béatrice, la sorcière dorée. 
Une carte Yu-Gi-Oh! lui est également dédiée : Gaap, Maître de la Guerre,.
C’est également le nom du démon dans l’épisode 5 de la saison 6 de la série Black Mirror.